# Benuza
Benuza és un municipi de la província de Lleó a la comunitat autònoma de Castella i Lleó. Forma part de la comarca d'El Bierzo i està format pels nuclis de:
- Benuza
- Llamas de Cabrera
- Lomba
- Pombriego
- Santalavilla
- Sigüeya
- Silván
- Sotillo de Cabrera
- Yebra

## Demografia
| 1991 | 1996 | 2001 | 2004 |
| ---- | ---- | ---- | ---- |
| 817  | 728  | 720  | 738  |